# Herb Puław
Herb Puław – jeden z symboli miasta Puławy w postaci herbu, ustanowiony przez Radę Miasta 25 marca 2010 roku.

## Wygląd i symbolika
Herbem miasta jest Pogoń – w polu czerwonym rycerz srebrny ze wzniesionym mieczem i tarczą błękitną, w której złoty krzyż podwójny, na koniu srebrnym, z rzędem błękitnym, wspiętym nad złotą Świątynią Sybilli.

## Historia

Herb Puław do 2010 r.

Pogoń była herbem rodu Czartoryskich, właścicieli Puław w XVIII i XIX w.
Świątynia Sybilli to jedna z najbardziej charakterystycznych budowli w Puławach, wybudowana w latach 1798-1801 jako pierwsze muzeum w Polsce.
Obecna forma herbu Puław została przyjęta w latach 90. XX wieku, wcześniej w herbie również widniała Pogoń, ale zamiast Świątyni Sybilli był zamek, przez co herb był bardzo podobny do herbu Siedlec.